# 원한의 도곡리 다리
《원한의 도고리 다리》(영어: The Bridges at Toko-Ri)는 한국 전쟁을 다룬, 미국에서 제작된 마크 롭슨 감독의 1954년 드라마, 전쟁 영화이다. 윌리엄 홀든 등이 주연으로 출연하였고 윌리암 펄버그 등이 제작에 참여하였다. 파라마운트 픽처스에 의해 제작되었다. 퓰리처상 수상자 제임스 미치너의 소설 The Bridges at Toko-Ri에 기반을 둔다.

## 줄거리
미 해군 중위 해리 브루베이커는 해군 예비역 장교이자 해군 항공조종사로, 민간 변호사로 일하던 중 다시 소집되어 한국전쟁에서 F9F 팬서 전투기를 조종하게 된다. 작전 중 전투 피해를 입고 귀환하던 그는 바다에 불시착하게 되고, 치프 페티 오피서(비임관 항공조종사) 마이크 포니와 에어맨(항공승무원) 네스터 개미지가 조종하는 시코르스키 HO3S-1 헬리콥터에 의해 구조된다.
포니는 자주 싸움에 휘말리고, 조종 중에 비행사들의 사기를 북돋기 위해 규정에 어긋나는 녹색 실크 모자와 스카프를 착용하는 바람에 문제가 되곤 했다. 항공모함 USS 사보 아일랜드로 돌아온 브루베이커는 항모 전단을 지휘하는 태런트 제독의 호출을 받는다. 태런트는 브루베이커가 제2차 세계대전에서 전사한 자신의 아들과 닮았다는 이유로 그에게 관심을 가지고 있었다. 브루베이커는 자신이 예비역에서도 비행을 하지 않았음에도 불구하고 소집된 것이 부당하다고 불평한다. 미국은 공식적으로 전쟁 중이 아니고, 대부분의 미국인들은 전쟁에 아무런 관련이 없다는 것이다. 이에 태런트 제독은 “역사를 통틀어, 사람들은 잘못된 장소에서 잘못된 전쟁을 치러야 했지만, 그게 그들이 처한 전쟁이었다”고 말하며 위로한다.
사보 아일랜드는 일본 항구로 귀환하고, 브루베이커는 가족과 함께 도쿄에서 3일간의 휴가를 보낸다. 그러나 그들의 재회는, 감옥에 갇힌 포니를 석방시키기 위해 개미지가 브루베이커를 찾아오면서 중단된다. 아내 낸시는 이에 당황하고, 태런트 제독은 포니가 남편을 바다에서 구조해 동사로부터 구한 인물임을 설명한다. 그리고 다시 한국으로 돌아가면 브루베이커가 위험한 토코리 다리 폭격 작전에 투입될 예정이라는 사실을 알리며, 낸시에게 남편이 죽을 수 있다는 현실을 직시하라고 충고한다. 자신과 며느리가 그 사실을 받아들이지 못해 절망에 빠졌던 경험을 덧붙이며 말이다. 늦은 밤, 낸시는 브루베이커에게 그 다리에 대해 묻는다.
다시 한국 해역의 항공모함으로 돌아간 브루베이커는, 항모 항공단장(“CAG”) 리 지휘관의 윙맨으로서 위험한 정찰 비행에 나서 다리의 사진을 촬영한다. 리는 자신이 촬영한 필름을 바탕으로 조종사들에게 폭격 작전을 브리핑하고, 브루베이커는 자신감과 용기를 잃는다. 그러나 그는 임무를 포기하거나 낸시에게 마지막 편지를 쓰는 일도 하지 못한다. 포니는 사보 아일랜드의 함장과 또 충돌하여 결국 헬기 바지선으로 좌천된다. 떠나기 전, 그는 브루베이커가 심하게 동요하고 있음을 알아채고 자신이 사용하는 ‘신경 안정법’을 전한다. 그것은 배의 뱃머리에서 파도를 마주하며 서 있는 것이다. 브루베이커는 그의 조언을 따르고, 스스로의 내면에서 다시 용기를 되찾는다.
토코리 다리에 대한 폭격이 시작되고, 격렬한 대공사격이 펼쳐지지만 제트기들은 손실 없이 목표를 파괴하는 데 성공한다. 이어서 리는 2차 목표 공격을 지시하고, 그 과정에서 브루베이커의 전투기는 피격된다. 연료가 새고 고도가 떨어지는 상황에서 그는 항공모함으로 돌아가려 하지만 결국 육지에 불시착하게 된다. 포니와 개미지는 그를 구출하기 위해 헬기를 타고 오지만, 공산군의 공격으로 헬기가 격추된다. 개미지는 전사하고, 포니는 브루베이커와 함께 진흙 속 참호에 몸을 숨긴다. 그들은 권총과 M1 카빈 소총으로 적군을 막아보려 하지만, 결국 북한과 중공 병사들에게 전사한다.
브루베이커의 사망 소식에 격분한 태런트 제독은 리 지휘관에게 왜 2차 목표를 공격했는지 추궁한다. 리는 브루베이커 역시 자신의 부하였다며, 그의 상실에도 불구하고 작전은 성공이었다고 주장한다. 태런트는 그가 옳다는 사실을 깨닫고, 스스로에게 이렇게 되묻는다. “우리는 대체 이런 남자들을 어디서 얻는 것인가?”

## 출연

### 주연
- 윌리엄 홀든 — 해리 브루베이커 중위 역
- 그레이스 켈리 — 낸시 브루베이커 역

### 조연
- 프레드릭 마치 — 조지 태런트 제독 역
- 미키 루니 — 마이크 포니 선임 하사관  역
- 로버트 스트라우스 — "비어 배럴" 역
- 찰스 맥그로 — 웨인 리 지휘관 역
- 아와지 케이코 (淡路恵子) — 기미코 역
- 얼 홀리먼 — 네스터 개미지 일등 항공병  역
- 리처드 섀넌 — 올즈 중위  역
- 데니스 위버 — 항공 정보 장교  역
- 미 해군 마셜 비비 사령관 — 조종사 역

## 기타
- 원작자: 제임스 미치너
- 미술: 헨리 범스테드
- 미술: 헐 페레이라
- 의상: 에디스 헤드

### 참고 문헌
- Frietas, Gary A. War Movies: The Belle & Blade Guide to Classic War Videos. Bandon, Oregon: Robert D. Reed Publishers, 2011. ISBN 978-1931741385.